# Hemidactylus tanganicus
Hemidactylus tanganicus är en ödleart som beskrevs av  Arthur Loveridge 1929. Hemidactylus tanganicus ingår i släktet Hemidactylus och familjen geckoödlor. Inga underarter finns listade i Catalogue of Life.